# بساط الريح

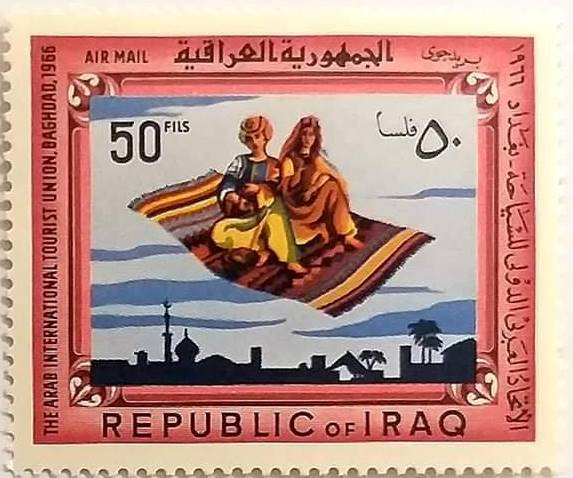
طابع بريدي عراقي فئة 50 فلس صدر عام 1966 للترويج لمؤتمر الاتحاد العربي الدولي للسياحة المقام في بغداد، يصور علاء الدين راكِبًا بساط الريح مع بدر البدور.

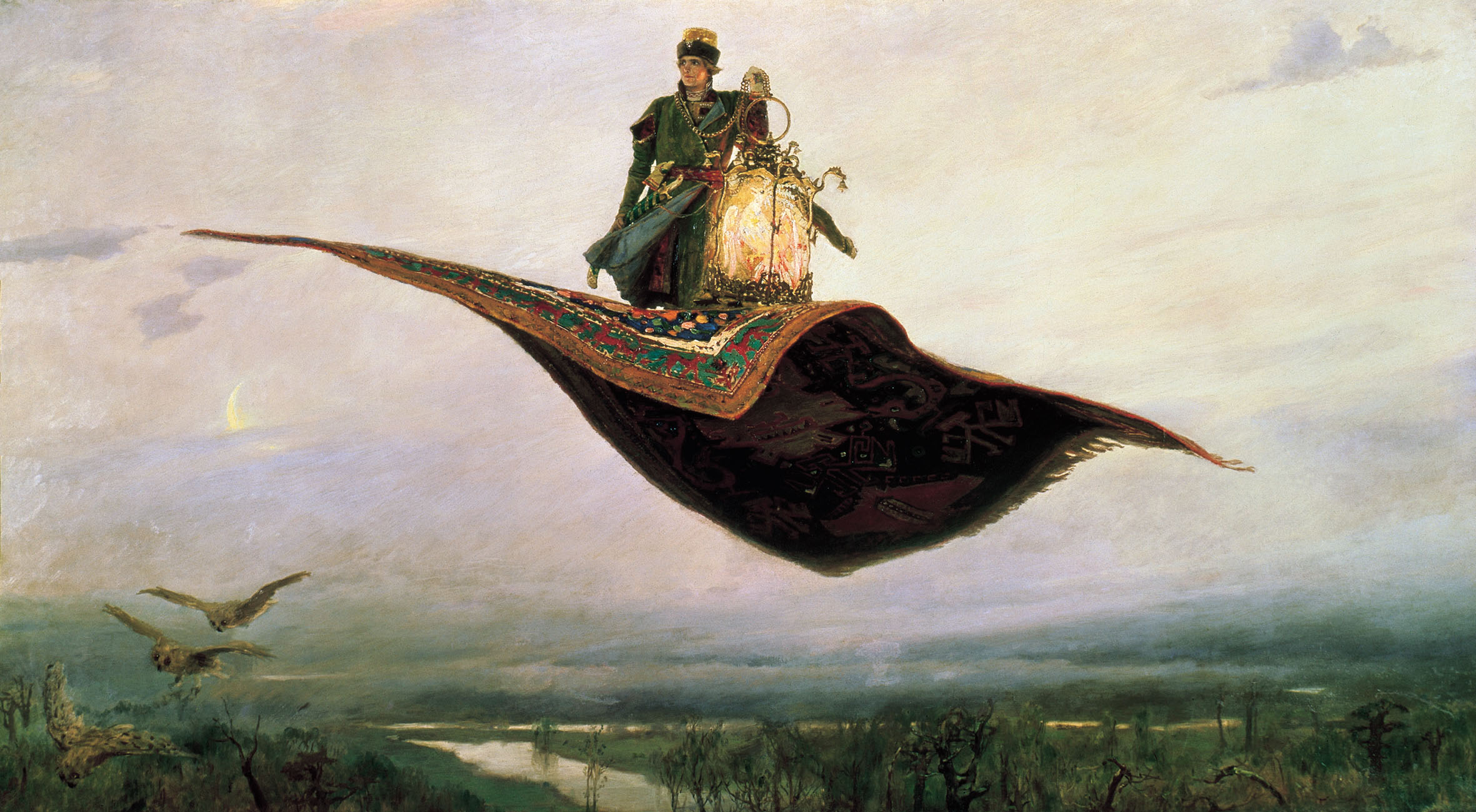
لوحة زيتية للفنان الروسي فيكتور فاسنستوف وهو يصف السندباد البحري، معتليًا بساط الريح.

بساط الريح هو سجادة سحرية ورد ذكرها في حكاية ألف ليلة وليلة وهي عبارة عن بساط مسحور يصبح وسيلة نقل جوي للأفراد، لقدرته على الطيران. السجاد هو الأسطورة التي تنقل الناس فوقها فوراً وبسرعة إلى وجهتهم. وقد ظهرت تلك السجادة أيضاً في حكايات علاء الدين عندما كان يتنقل عليها بين المدن، وحكايات علاء الدين تُعَدُّ حكايات ذات أصل عربي.